# Bruchia sinensis
Bruchia sinensis là một loài rêu trong họ Bruchiaceae. Loài này được P.C. Chen ex T. Cao & C. Gao mô tả khoa học đầu tiên năm 1988.